# Michael Lambert
Michael Lambert (ur. 25 czerwca 1986 w Toronto) – kanadyjski snowboardzista. Zajął 12. miejsce w gigancie równoległym na igrzyskach olimpijskich w Vancouver. Jego najlepszym wynikiem na mistrzostwach świata w snowboardzie było 8. miejsce w gigancie równoległym na mistrzostwach w Kangwŏn. Najlepsze wyniki w Pucharze Świata w snowboardzie osiągnął w sezonie 2009/2010, kiedy to zajął 9. miejsce w klasyfikacji generalnej, a w klasyfikacji PAR był piąty.

## Sukcesy

### Igrzyska olimpijskie
| Miejsce | Dzień     | Rok  | Miejscowość | Konkurencja       | Zwycięzca          |
| ------- | --------- | ---- | ----------- | ----------------- | ------------------ |
| 12.     | 27 lutego | 2010 | Vancouver   | Gigant równoległy | Jasey-Jay Anderson |

### Mistrzostwa Świata
| Miejsce | Dzień       | Rok  | Miejscowość | Konkurencja       | Zwycięzca          |
| ------- | ----------- | ---- | ----------- | ----------------- | ------------------ |
| 44.     | 16 stycznia | 2007 | Arosa       | Gigant równoległy | Rok Flander        |
| 24.     | 17 stycznia | 2007 | Arosa       | Slalom równoległy | Simon Schoch       |
| 8.      | 20 stycznia | 2009 | Kangwŏn     | Gigant równoległy | Jasey-Jay Anderson |
| 35.     | 21 stycznia | 2009 | Kangwŏn     | Slalom równoległy | Benjamin Karl      |

### Puchar Świata

#### Miejsca w klasyfikacji generalnej
- 2005/2006 – 287.
- 2006/2007 – 60.
- 2007/2008 – 127.
- 2008/2009 – 83.
- 2009/2010 – 9.

#### Miejsca na podium
1. Telluride – 17 grudnia 2009 (gigant równoległy) – 2. miejsce
2. Nendaz – 17 stycznia 2010 (gigant równoległy) – 1. miejsce